# Zaeeropsis
Zaeeropsis is een kevergeslacht uit de familie van de boktorren (Cerambycidae). De wetenschappelijke naam van het geslacht werd voor het eerst geldig gepubliceerd in 1943 door Breuning.

## Soorten
Zaeeropsis omvat de volgende soorten:
- Zaeeropsis godeffroyi Breuning, 1943
- Zaeeropsis lepida (Germar, 1848)